# Isichthys henryi
Isichthys henryi ist ein afrikanischer Süßwasserfisch aus der Familie der Nilhechte (Mormyridae). Er kommt in zwei getrennten Verbreitungsgebieten in Westafrika vor. Das eine umfasst küstennahe Flüsse in Guinea, Sierra Leone und Liberia, das andere liegt im Stromgebiet des Niger und reicht über Kamerun und Gabun bis zum Kouilou in der Republik Kongo.

## Merkmale
Isichthys henryi wird maximal 28,7 cm lang und besitzt einen aalartig langgestreckten, seitlich leicht abgeflachten Körper. Der Rumpf ist einfarbig in der Farbe von Bitterschokolade gefärbt, der Kopf ist gelbbraun, die Flossenstrahlen dunkelbraun, die Flossenmembran transparent. Die Körperhöhe entspricht 5,9 bis 11,9 % der Standardlänge, die Körperbreite 70 % der Körperhöhe. Rücken- und Afterflosse sind lang, die Rückenflosse, die 44 bis 48 % der Standardlänge erreicht, beginnt deutlich vor der Afterflosse. Sie wird bei der Population aus dem Niger und Niederguinea von 42 bis 49 Flossenstrahlen gestützt, bei der Population aus Oberguinea sind es 37 bis 44 Flossenstrahlen. Die Afterflosse erreicht 39 bis 41 % der Standardlänge und besitzt 40 bis 48 bzw. 36 bis 44 Flossenstrahlen. Von den ebenfalls langgestreckten Brienomyrus-Arten – und einigen langgestreckten Mormyrops-Arten – kann Isichthys henryi durch die lange Rückenflosse unterschieden werden; bei Brienomyrus und Mormyrops ist immer die Afterflosse die längste.
Die Bauchflossen stehen bei Isichthys henryi näher zur Afterflosse als zu den Brustflossen. Der Schwanzflossenstiel ist kurz und erreicht nur 8 % der Standardlänge. Er ist 1,7 bis 3,3 mal länger als hoch und von 16 bis 20 Schuppen umgeben, die allerdings manchmal unregelmäßig stehen, so dass es schwierig ist, die Schuppenanzahl zu bestimmen. Entlang der Seitenlinie zählt man bei der Population aus dem Niger und Niederguinea 120 bis 130 Schuppen, bei der Population aus Oberguinea sind es 135 bis 145 Schuppen.
Der Kopf ist 1,75 bis 2 mal so lang wie hoch. Die „Schnauze“ (Region vor den Augen) macht 21 bis 25 % der Kopflänge aus und endet in einem abgerundeten „Knollenorgan“. Das Maul ist unterständig und im Oberkiefer mit fünf bis sechs, im Unterkiefer mit sechs zweispitzigen Zähnen besetzt. Auf der Unterkieferaußenseite sitzen Elektrorezeptoren. Die Augen sind klein, ihr Durchmesser erreicht die halbe Schnauzenlänge. Rund um die Augen befinden sich vier weitere große Elektrorezeptoren, deren Durchmesser dem der Nasenöffnungen entspricht.
Wie alle Nilhechte ist Isichthys henryi zur Elektrokommunikation und Elektroorientierung fähig. Elektrorezeptoren befinden sich am Kopf, Rücken und an einigen Teilen des Bauchs. Sie fehlen an den Seiten und auf dem Schwanzflossenstiel, wo das elektrische Organ zu finden ist. Das elektrische Signal von Isichthys henryi ist von niedriger Frequenz und bei Weibchen und Männchen unterschiedlich.

## Systematik
Isichthys henryi ist die einzige Art der Gattung Isichthys. Obwohl es Unterschiede zwischen den beiden Populationen in Bezug auf die Flossenstrahlenanzahl und die Schuppenreihen gibt, gelten sie als nicht ausreichend, um die Art in zwei Arten spalten. Isichthys ist die Schwestergattung von Brienomyrus.